# Max Kiessling

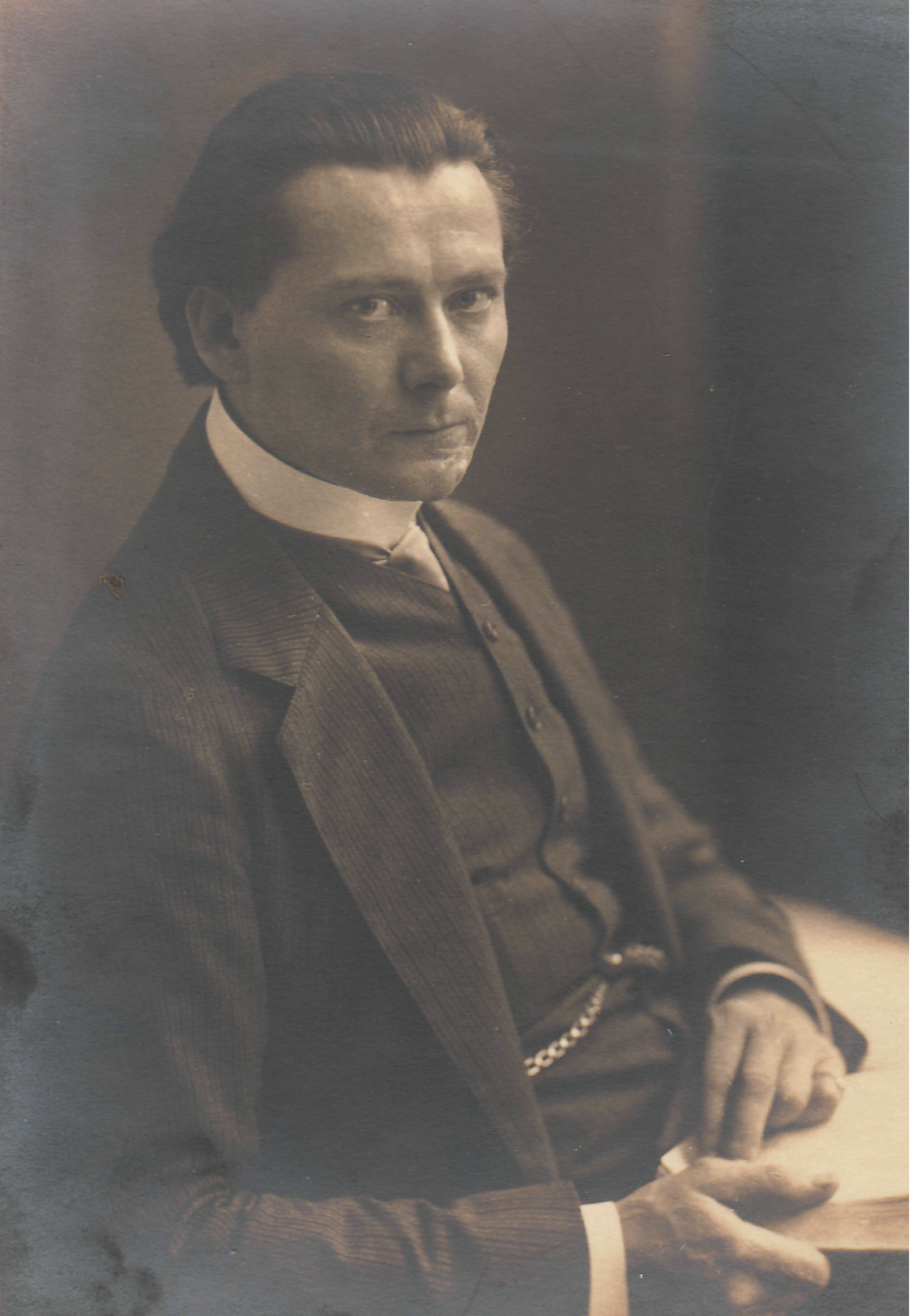
Max Kiessling

Max Hermann Kiessling (* 16. September 1877 in Neuschönefeld bei Leipzig; † 28. März 1946 in München) war ein deutscher Historischer Geograph.

## Leben
Max Kiessling wurde als Sohn des Gutsbesitzers Hermann Kiessling geboren und besuchte das Gymnasium in Leipzig. Seit dem Sommersemester 1897 studierte er an der Universität Leipzig, zunächst Klassische Philologie, dann Alte Geschichte und Historische Geographie sowie Iranische Philologie. In Leipzig wurde er Schüler des Historischen Geographen Wilhelm Sieglin, dem er im Wintersemester 1899 an die Universität Berlin folgte. Hier wurde er auch bei Sieglin Assistent am neu gegründeten Seminar für historische Geographie. Im Jahr 1900 wurde er an der Universität Leipzig mit einer Arbeit zu Dareios I. promoviert. Für 1903/04 erhielt er das Reisestipendium des Deutschen Archäologischen Instituts. Danach war er wieder an der Universität Berlin als Assistent tätig und arbeitete weiter an den von seinem Lehrer Sieglin begonnenen Atlas antiquus. Er schrieb über zweihundert Beiträge für die Realencyclopädie der classischen Altertumswissenschaft.

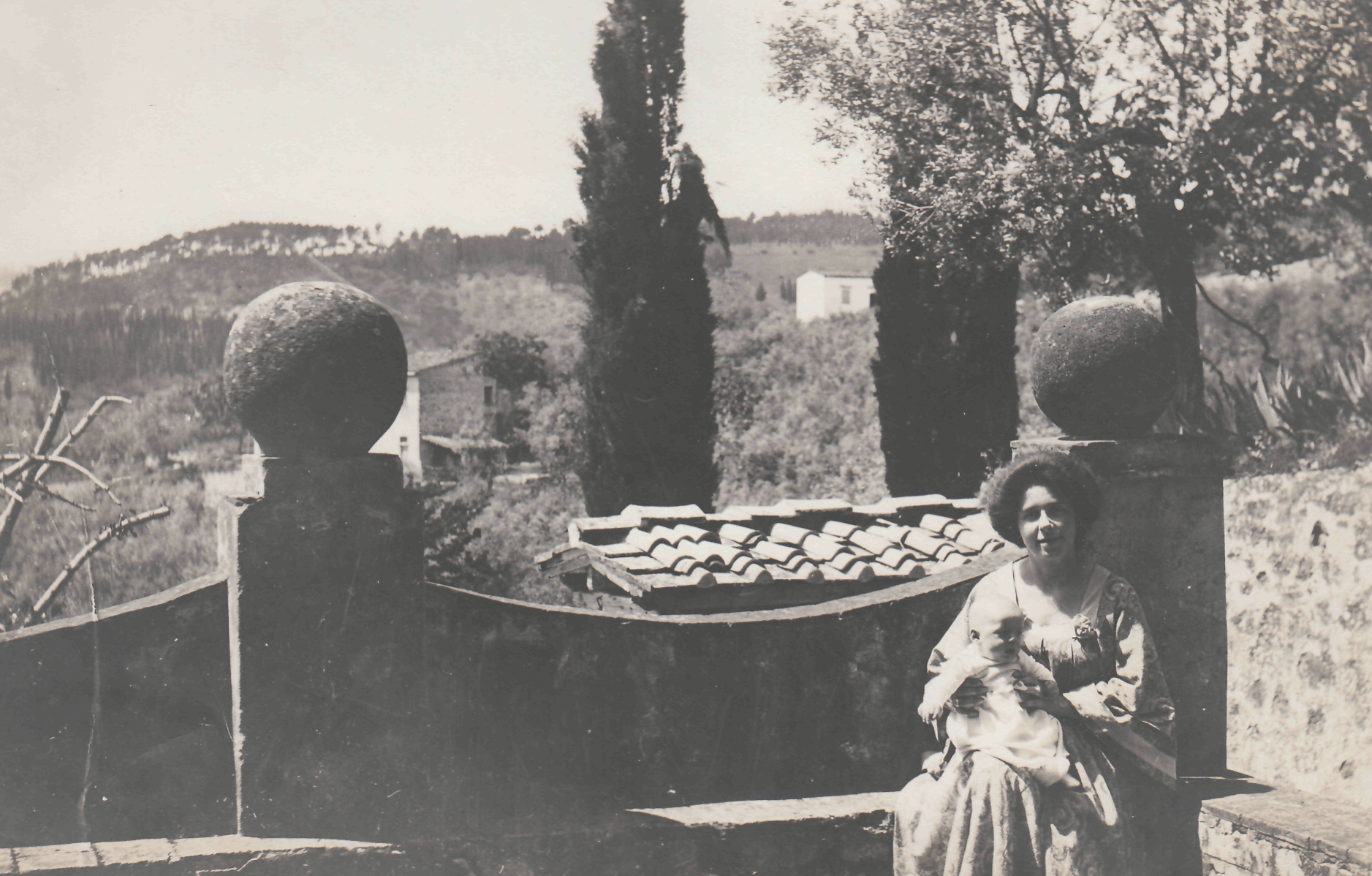
Ilse Kiessling mit Sohn in Fiesole bei Florenz

Nach dem Ende seiner Assistentenzeit in Berlin zog Kiessling nach Italien. Am 7. Dezember 1910 heiratete er in Rom Elisabeth Maria Katharina geb. Ostermaier, die geschiedene Ehefrau von Wilhelm Filchner. Das Ehepaar lebte einige Zeit in Fiesole. Nach dem Ausbruch des Ersten Weltkriegs und dem Kriegseintritt Italiens auf Seiten der Entente 1915 wurde die Familie Kiessling zeitweise interniert und später aus Italien ausgewiesen. Sie gelangte über Nürnberg nach München, wo Kiessling bis zu seinem Tod als Privatgelehrter lebte.

## Veröffentlichungen (Auswahl)
- Zur Geschichte der ersten Regierungsjahre des Darius Hystaspes. Avenarius, Leipzig 1900 (Dissertation, Universität Leipzig 1900; Digitalisat).
- Das ethnische Problem des antiken Griechenlands. In: Zeitschrift für Ethnologie. Bd. 37, 1905, S. 1009–1024 (Digitalisat).
- Untersuchungen zur Geographie der Odyssee. In: Geographische Zeitschrift. Bd. 12, 1906, S. 340–343 (Digitalisat).